# Дімов Олег Іванович
Дімов Олег Іванович (нар. 11 грудня 1986, Балта, УРСР, СРСР) — український художник, фотограф.

## Життєпис
Народився в 1986 році, в Балті, Україна. У 2009 році закінчив з відзнакою Одеське художнє училище ім. М. Б. Грекова, відділення живопису.
Учасник творчого об'єднання Gruppa. Працює в напрямках концептуальної і мінімалістичної фотографії.
У 2016, виступав куратором та учасником проєкту Odesa Contemporary Art у ЄрміловЦентрі в Харкові та Інституті проблем сучасного мистецтва НАМУ.
Представляв свої персональні проєкти в Українському домі, Музеї сучасного мистецтва Одеси, Щербенко Арт Центрі, Київ. Брав участь в групових виставках в Мистецькому Арсеналі, Львівському палаці мистецтв та в рамках IV та V Одеської бієнале сучасного мистецтва.
Лауреат спеціальної премії «МУХі / молоді українські художники 2017».
Роботи знаходяться в колекціях Одеського національного художнього музею, Музею сучасного мистецтва Одеси, Мистецького Арсеналу, Національного центру Український Дім, в приватних колекціях в Україні, Німеччині, Франції.
Живе і працює в Одесі, Україна.

## Творчість

### Вибрані персональні виставки
- 2024 — «Слова ледь голосніші за ніч». Кураторка Марина Щербенко. Національний центр Український Дім, Київ[12][13][14][15]
- 2021 — «Repeat». Галерея «Invogue#Art», Одеса.[16][17][18][19][20][21]
- 2019 — «Ефект відсутності». «Колонада dooors», Одеса.[22]
- 2019 — «Portrait». Щербенко Арт Центр, Київ.[23][24][25]
- 2016 — «Парадний портрет». Музей сучасного мистецтва Одеси, Одеса.[26][27][28][3]
- 2015 — «Самотність в натовпі». Музей сучасного мистецтва Одеси, Одеса.[29][2]
- 2012 — «Форма є зміст». Арт-центр «Маркофф». Одеса.[2]
- 2011 — «В пошуках рівноваги». Єврейський культурний центр «Beit Grand», Одеса.[2]
- 2010 — «За межею» і «Життя через фільтр». Центр сучасного мистецтва «AURUM», Одеса.[2]

### Вибрані групові виставки
- 2023 — «Paradise Lost». Музей сучасного мистецтва Одеси та Одеський музей західного і східного мистецтва. Одеса, Україна.[30][31][32]
- 2023 — «Shapeshifters». Фонд ERSTE, Am Belvedere. Відень, Австрія.[33]
- 2023 — Благодійний день «Мистецтво та культура України». «Pfefferberg Theater». Берлін, Німеччина.[4]
- 2022 — «The Promise of Freedom». «ArtVilnius'22». Вільнюс, Литва.[34][35]
- 2022 — «Спалах. Українська фотографія сьогодні». Національний центр «Український Дім». Київ, Україна.[36]
- 2022 — «Дай мені завтра». «Conceptica». Лісабон, Португалія.[37]
- 2021 — «ХХ-ХХІ: від двадцятих до двадцятих». Оновлена експозиція другого поверху Одеського національного художнього музею. Одеса, Україна.[4][38][39]
- 2019 — Міжнародна виставка сучасного мистецтва «аrt3f». Брюссель, Бельгія.[4]
- 2019 — «(Само)ідентифікація». Галерея «Invogue#Art». Одеса, Україна.[4]
- 2019 — «Pretty blue batch». «Treptow Ateliers». Берлін, Німеччина.[40]
- 2019 — «Artup». Щербенко Арт Центр. Київ, Україна.[4]
- 2019 — «Євген Дєменок. Кольоровий архів». Музей сучасного мистецтва Одеси. Одеса, Україна.[4]
- 2018 — «Kyiv Photo Week 2018». Комплекс «Toronto-Kyiv». Київ, Україна.[4]
- 2018 — «10 рокiв Музею сучасного мистецтва Одеси». Музей сучасного мистецтва Одеси. Одеса, Україна.[4]
- 2017 — Виставка фіналістів Конкурсу МУХi 2017. Лауреат спеціальної премії проекту. Національний музей Тараса Шевченка. Київ, Україна.[41][42]
- 2016 — «Odessa Contemporary Art». ЦСМ «ЄрміловЦентр». Харків, Україна / Інститут проблем сучасного мистецтва. Київ, Україна.[4]
- 2016 — «Принципи і відчуття». Музей коньячної справи М. Л. Шустова. Одеса, Україна.[4]
- 2015 — «Х ART-KYIV Contemporary-2015». Мистецький Арсенал. Київ, Україна.[4][43]
- 2014 — «Теорія вірогідності». Інститут проблем сучасного мистецтва. Київ, Україна.
- 2014 — «Горизонти темпоральності». Інститут проблем сучасного мистецтва. Київ, Україна / Музей західного та східного мистецтва. Одеса, Україна.[44][45]
- 2012 — «Високий замок». Дипломант виставки. Львівський Палац Мистецтв. Львів, Україна.

### Кураторські проекти
- 2016 — «Odessa Contemporary Art». Інститут проблем сучасного мистецтва НАМУ. Київ, Україна.[46][47]
- 2016 — «Odessa Contemporary Art». ЦСМ ЄрміловЦентр. Харків, Україна.[48][49]
- 2016 — «Принципи і відчуття». Музей коньячної справи М. Л. Шустова. Одеса, Україна.[50][51]